# Oenothera rosea
Oenothera rosea là một loài thực vật có hoa trong họ Anh thảo chiều. Loài này được L'Hér. ex Aiton mô tả khoa học đầu tiên năm 1789.

## Hình ảnh

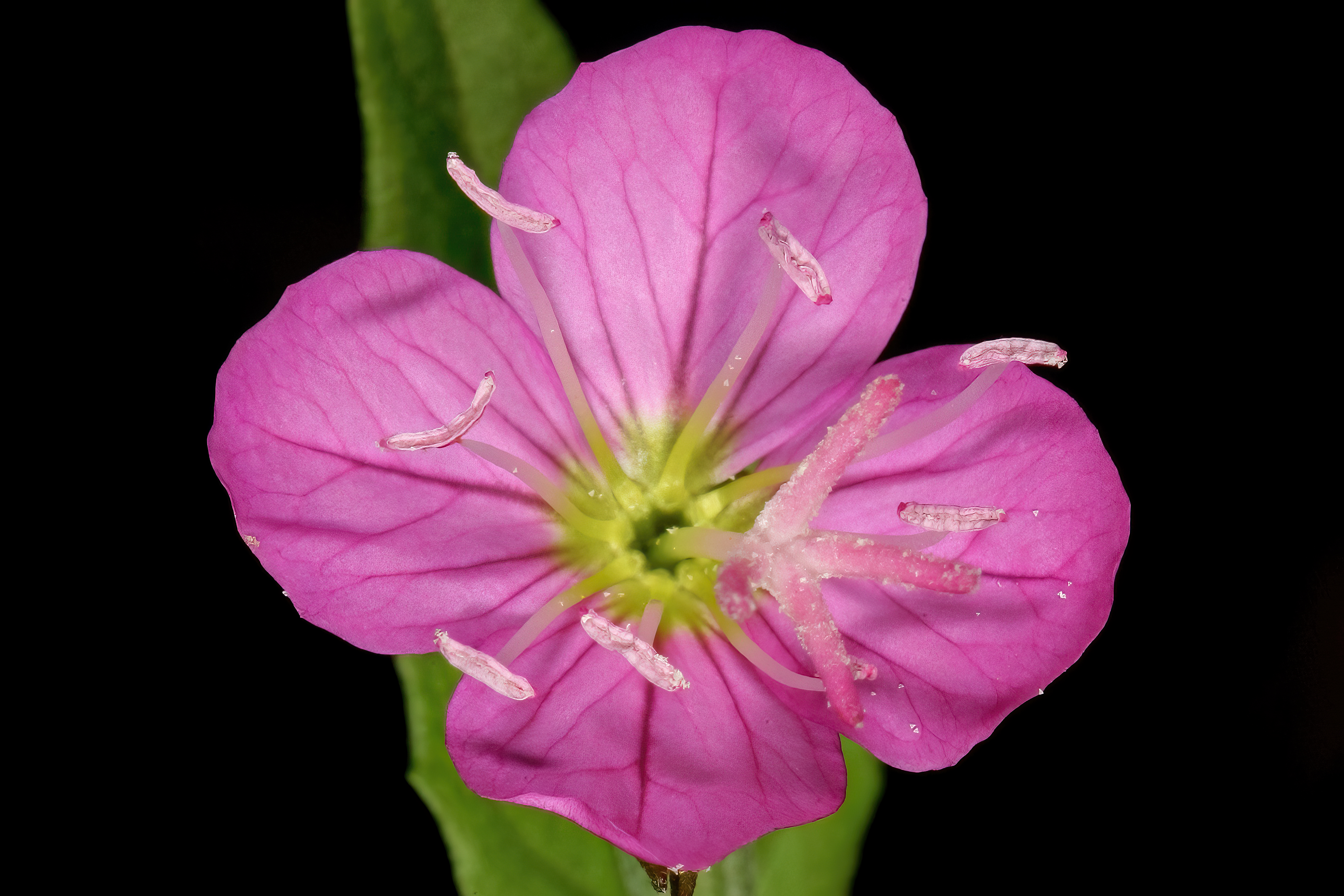
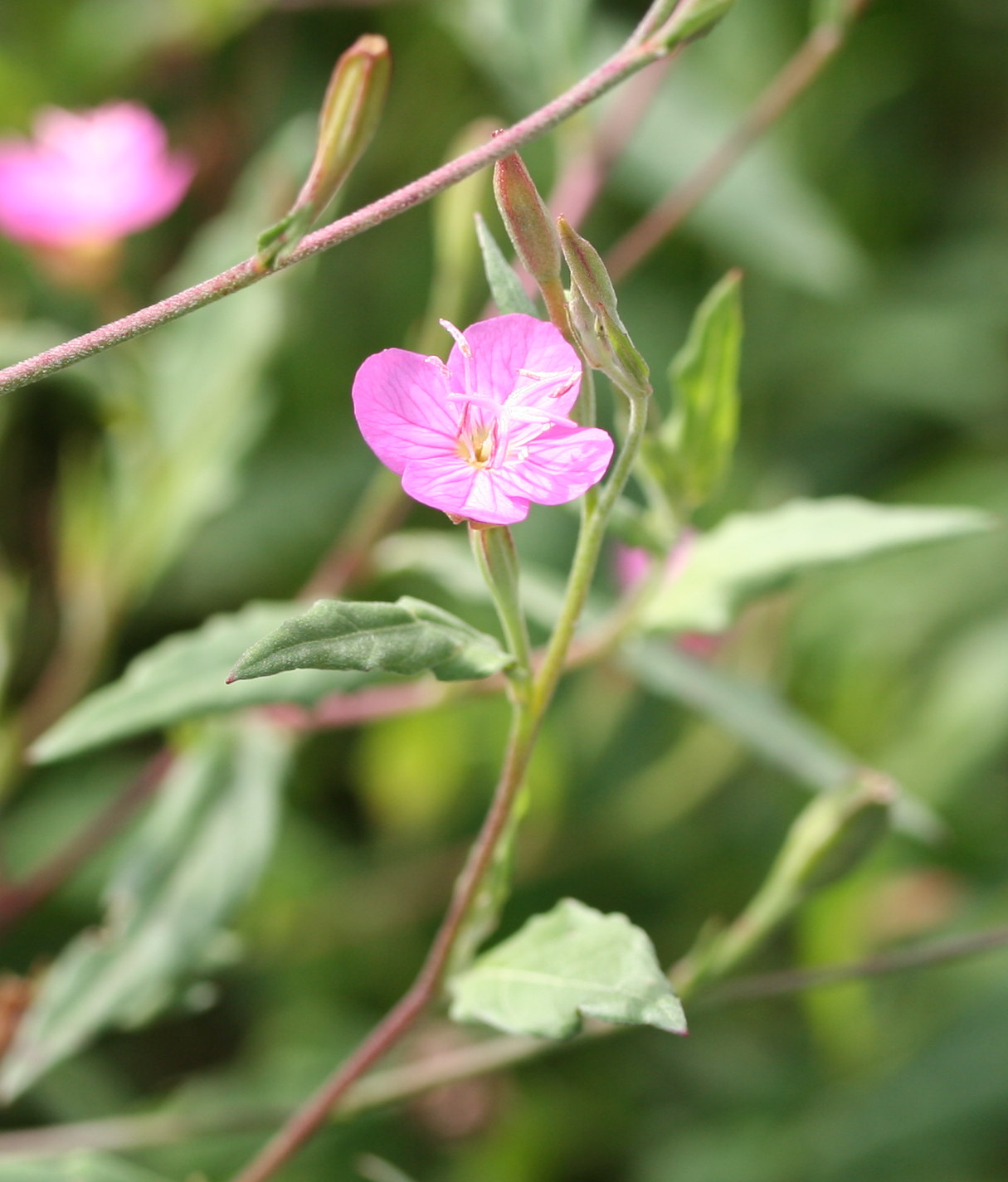
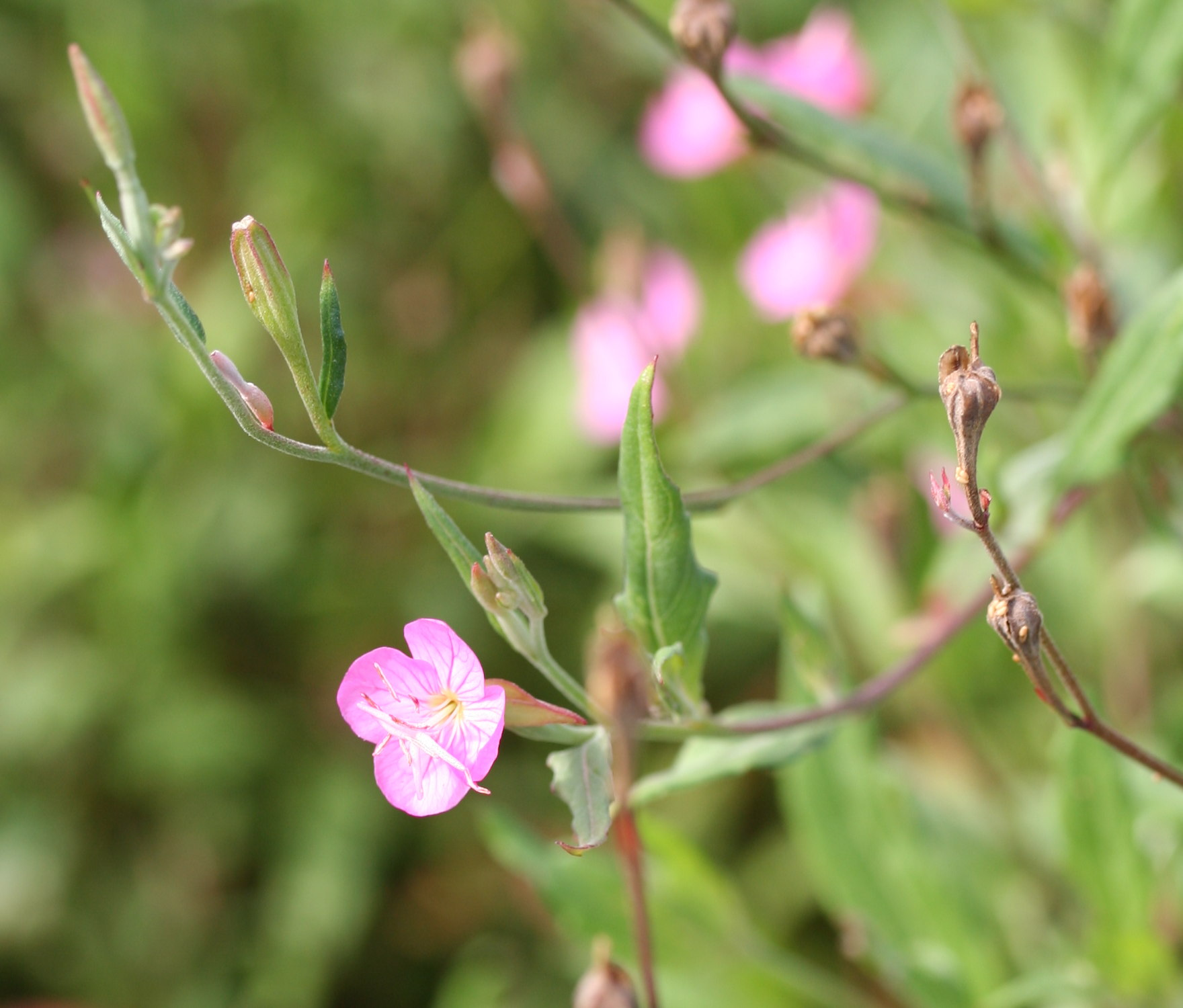
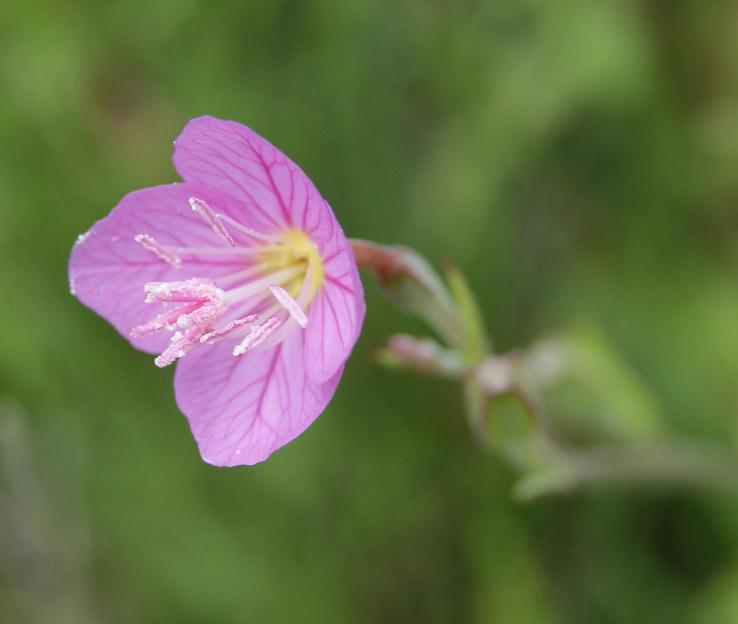